# 박현숙 (1896년)
박현숙(朴賢淑, 1896년 10월 17일 ~ 1980년 12월 31일)은 대한민국의 독립운동가 출신 정치인이다. 제4·6대 국회의원을 지냈다.

## 역대 선거 결과
|  | 58.25% |

|  | 33.5% |